# Laura Antonelli
Laura Antonelli (sinh ngày 28 tháng 11 năm 1941 - mất ngày 22 tháng 6 năm 2015) là một nữ diễn viên điện ảnh người Ý, từng xuất hiện trong 45 phim từ năm 1965 đến năm 1991.

## Danh sách phim
- Malizia 2000 (1991), Angela
- L'Avaro (1989), Frosina
- Rimini Rimini (1987), Noce Bove
- Roba da ricchi (1987), Mapi Petruzzelli
- Grandi magazzini (1986), Elèna Anzellotti
- La Venexiana (1986), Angela
- La Gabbia (1986), Marie Colbert
- Tranches de vie (1985), Monica Belli, la star
- Sesso e volentieri (1982), Carla De Dominicis / Supermarket client / The Princess
- Porca vacca (1982), Mariana
- Viuuulentemente mia (1982), Anna Tassotti
- Passion of Love (1981), Clara
- Casta e pura (1981), Rosa
- Il Turno (1981), Stellina
- Mi faccio la barca (1980), Roberta
- Inside Laura Antonelli (1979)
- Tigers in Lipstick (1979), the Businesswoman
- Il Malato immaginario (1979), Tonina
- Gran bollito (1977), Sandra
- Wifemistress (1977), Antonia De Angelis
- The Innocent (1976), Giuliana Hermil
- The Divine Nymph (1975), Manoela Roderighi
- Simona (1974), Simone
- Till Marriage Do Us Part (1974), Eugenia di Maqueda
- Sessomatto (1973), Various roles
- Malicious (aka Malizia), Angela
- Peccato veniale (1973), Laura
- All'onorevole piacciono le donne (1972), Sister Hildegarde
- Dr. Popaul (1972), Martine Dupont
- The Married Couple of the Year Two (1971), Pauline
- Il merlo maschio (1971), Costanza Vivaldi
- Sans mobile apparent (1971), Juliette Vaudreuil
- Incontro d'amore a Bali (1970), Daria
- Gradiva (1970)
- A Man Called Sledge (1970), Ria
- The Archangel (1969)
- Le Malizie di Venere (1969), Wanda
- Un Detective (1969), Franca
- Satyricon (1968)
- La Rivoluzione sessuale (1968), Liliana
- Scusi, lei è favorevole o contrario? (1967)
- Dr. Goldfoot and the Girl Bombs (1966), Rosanna
- 16 Year Olds (1965)

## Xuất hiện trên truyền hình
- Disperatamente Giulia (1989) (miniseries), Carmen Milkovich
- Indifferenti, Gli (1988) (miniseries), Lisa